# سی‌سی بلیس
سی‌سی بلیس (انگلیسی: CiCi Bellis؛ زادهٔ ۸ آوریل ۱۹۹۹) تنیس‌باز اهل ایالات متحده آمریکا است.
کاترین کارتن «سی سی» بلیس (زاده ۸ آوریل ۱۹۹۹) یک تنیس باز آمریکایی است. در اوایل سال ۲۰۱۸، او دومین بازیکن جوان در بین ۱۰۰ بازیکن برتر رده‌بندی WTA بود. بلیس رکورد ۳۵ را در کارنامه خود دارد که در اوت ۲۰۱۷ به آن دست یافت. او به دلیل پیروزی در یک مسابقه در US Open در سال ۲۰۱۴ در سن ۱۵ سالگی در برابر حریف برتر ۲۰ شهرت دارد و او را به جوانترین برنده مسابقه در ایالات متحده تبدیل می‌کند. از سال ۱۹۹۶ باز است. او بازنشستگی خود را در ۱۹ ژانویه ۲۰۲۲ در اینستاگرام اعلام کرد.
بزرگ‌ترین عنوان او در مسابقات تنیس هاوایی ۲۰۱۶، یک رویداد WTA 125 به دست آمد. او همچنین هفت عنوان انفرادی و دو عنوان دونفره را در پیست ITF به دست آورد. بلیس در همان سالی که در اوپن آمریکا برای اولین بار در اوپن آمریکا بازی کرد، یک فصل موفقیت‌آمیز برای نوجوانان داشت، و فصل ۲۰۱۴ را به‌عنوان قهرمان جهانی نوجوانان ITF به‌خاطر برگزاری رده‌بندی پایان سال رده‌بندی نوجوانان جهان پایان داد. او همچنین در آن سال در ۱۵ سالگی برنده مسابقات قهرمانی ملی نوجوانان USTA شد تا جوانترین برنده این رویداد از زمان لیندسی داونپورت در سال ۱۹۹۱ شود.

## کودکی
CiCi در سانفرانسیسکو در خانواده گوردون و لوری بلیس به دنیا آمد و در هیلزبورو و آترتون در شمال کالیفرنیا بزرگ شد. CiCi بازی تنیس را در سه سالگی شروع کرد، اما تنها زمانی که ده ساله بود روی آن تمرکز کرد تا فوتبال. زمانی که او جوان بود، مربی او توسط مونیک جاور، بازیکن برتر ۱۰۰ بازیکن سابق برگزیده شد. بلیس در کودکی آرزو داشت به کالج در استنفورد برود، اما در نهایت به دلیل موفقیتش در نوجوانی از بورسیه تحصیلی برای حرفه ای شدن خودداری کرد. بت تنیس او کیم کلایسترز است.

## نوجوانی
به عنوان یک نوجوان در ایالات متحده، بلیس برنده پنج مسابقات قهرمانی ملی انفرادی نوجوانان USTA شد و در آوریل ۲۰۱۴ در رده 1 G18 قرار گرفت.
بلیس در اواخر سال ۲۰۱۲ شروع به بازی در ITF Junior Circuit کرد و تا پایان سال ۲۰۱۳ بیشتر در مسابقات سطح پایین درجه ۴ شرکت کرد. بزرگ‌ترین پیروزی او در فصل ۲۰۱۳ قهرمانی Les Petits As در فرانسه بود، یک تورنمنت معتبر برای نوجوانان بین ۱۲ سال. و ۱۴ ساله
در سال ۲۰۱۴، بلیس فقط در مسابقات درجه-B1، درجه-۱ و درجه A، سه سطح بالاتر در پیست نوجوانان، بازی کرد. او سال را با رسیدن به فینال در پنج رویداد اول خود شروع کرد و در چهار مسابقه برنده شد. به‌طور خاص، او برنده کوپا دل کافه در کاستاریکا، مسابقات قهرمانی بین‌المللی بهاره USTA و جام عید پاک در ایالات متحده، و Trofeo Bonfiglio در ایتالیا شد. او این موفقیت را با رسیدن به فینال دونفره اوپن فرانسه با مارکتا وندروسووا دنبال کرد که در یک تای بریک مسابقه شکست خورد. در مقابل، بلیس در سه رویداد انفرادی گرند اسلم که در آن سال شرکت کرد با مشکل مواجه شد و بهترین نتیجه او حضور در دور سوم در مسابقات آزاد فرانسه بود. با این وجود، او در اوایل سپتامبر با قدرت گرفتن آن چهار عنوان در نیم فصل اول، رتبه شماره ۱ نوجوانان ITF را تصاحب کرد.
در آگوست ۲۰۱۴، بلیس با شکست دادن تورنادو آلیسیا بلک در فینال، قهرمان مسابقات قهرمانی ملی دختران 18 USTA شد. در سن ۱۵ سال و چهار ماهگی، او جوان‌ترین برنده این رویداد از زمان لیندسی داونپورت در سال ۱۹۹۱ شد. سپس بلیس و بلک هر دو به همراه سوفیا کنین به نمایندگی از ایالات متحده در جام فدرال رزرو نوجوانان انتخاب شدند. این سه نفر عنوان قهرمانی را کسب کردند و بلیس در هفت مسابقه بدون شکست ماند. در اواخر سال، او همچنین به نیمه نهایی در Orange Bowl رسید. بلیس فصل را به‌عنوان دومین آمریکایی از سال ۱۹۸۲ به پایان رساند که در رده‌بندی رده‌بندی نوجوانان ITF دختران پایان سال، شماره ۱ شد و عنوان قهرمانی جهانی ITF در سال ۲۰۱۴ را برای او به ارمغان آورد.
بلیس با رسیدن به نیمه نهایی در مسابقات آزاد فرانسه ۲۰۱۵، بهترین نتیجه انفرادی او در یک تورنمنت گرند اسلم و تنها رویداد نوجوانان خود را که در آن سال بازی کرد، به پایان رسید.

## جوانی
بلیس اولین رویدادهای حرفه ای سطح پایین خود را در اوایل سال ۲۰۱۴ انجام داد و در رویداد ۱۰ هزار دلاری در اورلاندو در ماه مارس عنوان دونفره را به دست آورد. او تنها با دو برد حرفه‌ای در مسابقات انفرادی در رده‌بندی ۱۲۰۸ اوپن ایالات متحده در سال ۲۰۱۴ وارد مسابقات شد. در قرعه کشی اصلی یک رویداد گرند اسلم از آلیزه کورنه در اوپن فرانسه در سال ۲۰۰۵، و جوانترین قرعه کشی اصلی مسابقات آزاد ایالات متحده از سال ۲۰۰۴. او در اولین حضور خود در سطح تور WTA، دومینیکا سیبولکوا، بازیکن دوازدهم را که در اوایل سال در مسابقات آزاد استرالیا نایب قهرمان شد، ناراحت کرد. با این پیروزی، او جوان‌ترین بازیکنی بود که از زمانی که آنا کورنیکووا در ۱۵ سالگی به دور چهارم مسابقات اوپن آمریکا رسید، جوان‌ترین بازیکنی بود که در مسابقات آزاد آمریکا پیروز شد. فرناندز در سال ۱۹۸۶. او نتوانست در مسابقه بعدی خود پیروز شود و در دور دوم در سه ست باخت به زرینا دیاس ۲۰ ساله.
یک ماه پس از US Open، بلیس اولین دو عنوان حرفه‌ای خود را در هفته‌های پشت سر هم در کارولینای جنوبی در سطح ۲۵ هزار دلار به دست آورد. در سال ۲۰۱۵، بلیس در قرعه کشی اصلی مسابقات آزاد میامی، اولین تورنمنت اجباری برتر او، کارت وایلد دریافت کرد. او قبل از باخت به شماره ۱، سرنا ویلیامز، قهرمان نهایی، انتقام باخت خود در US Open را از زارینا دیاس در دور دوم گرفت. این به بلیس کمک کرد تا برای اولین بار در رتبه ۲۰۰ برتر WTA قرار گیرد. او در طول تابستان به رکورد جدید حرفه ای یعنی شماره ۱۵۲ در جهان می‌رسید. در اواخر سال، بلیس تلاش کرد تا برای مسابقات آزاد ایالات متحده واجد شرایط شود، اما یک مسابقه کوتاه آمد.

## بزرگسالی
بلیس فصل ۲۰۱۶ را با رتبه ۲۴۸ آغاز کرد و شروعی آرام داشت. او تا تابستان پس از بازی در بانک وست کلاسیک، یک تورنمنت برتر در استنفورد، به جمع ۲۰۰ نفر برتر بازنگشت. بلیس در قرعه کشی اصلی یک علامت وایلد کارت دریافت کرد و قبل از باخت به ونوس ویلیامز، بازیکن شماره ۳۸ جئنا اوستاپنکو و هموطنش ساچیا ویکری را شکست داد. این اولین مرحله یک چهارم نهایی WTA او نیز بود. ماه بعد، بلیس با موفقیت به قرعه کشی اصلی US Open واجد شرایط شد. او سپس با رسیدن به دور سوم نتایج خود را نسبت به دو سال قبل بهبود بخشید، جایی که در ست‌های مستقیم به قهرمان نهایی آنجلیک کربر باخت. عملکرد او در یو اس اوپن او را به رتبه ۱۲۰ رساند و او را متقاعد کرد که حرفه ای شود.
در اولین تورنمنت خود به عنوان یک حرفه ای، بلیس وارد Tournoi de Québec شد و به یک چهارم نهایی WTA رسید. در اواخر فصل، بلیس آتش گرفت و سه تورنمنت آخر سال خود را برد. این شامل دو عنوان ۵۰ هزار دلاری در کانادا در Saguenay و Toronto بود که او را برای اولین بار به ۱۰۰ عنوان برتر رساند. بلیس سپس با کسب عنوان WTA 125 در هاوایی اوپن در هونولولو، رشته برد خود را به ۱۴ افزایش داد. او این مسابقات را با پیروزی بر ژانگ شوای شماره ۲۳ جهان در فینال پایان داد، دومین بازیکن بالاترین رتبه ای که تا به حال شکست داده بود. بلیس سال را با رتبه ۷۵ و تنها بازیکن زیر ۱۸ سال در بین ۱۰۰ بازیکن برتر به پایان رساند.